# Szőke Olivér
Szőke Olivér (Budapest, 1995. március 28.) magyar színész, műsorvezető, zenész.

## Életpályája
Gyermekkorát Győrben töltötte. Első szerepeit a győri Csörgősipka Meseszínházban játszotta hat éves korától kezdve. A Győri Nemzeti Színház stúdiójában, a Proszcénium Színitanodában tanult Dósa Zsuzsa és Varga Viktor osztályában. A középiskolát a Nemes Nagy Ágnes Művészeti Szakgimnázium dráma tagozatán végezte el. 
Első zenekarában (Zoom) gitárosként tevékenykedett, sokat koncerteztek a Republic, valamint a Hooligans zenekarokkal is. A Kefalonia és a The Psychocean zenekarok énekes-gitárosaként számos budapesti klubban adott koncertet. A Gór Nagy Mária Színitanodában, a Kossuth-díjas Csiszár Imre osztályfőnöksége alatt tanulta a színészmesterséget. 
2017-ben a Szép Ernő Színház színésze lett, Szinovál Gyula igazgatása alatt. 2018-ban feltűnt az RTL Klubon futó A Tanár című sorozat első évadában, ahol Máté karakterét alakította. Az M2 Petőfi TV-n futó Holnap Tali! c. sorozatban Danit játszotta az 5., 6. évadban. A Radnai Márk által rendezett Holnap tali – A premier c. nagyjátékfilmben szintén Dani szerepét formálta meg. 2018-tól az M2 Petőfi TV, Én vagyok itt c. magazinműsorának műsorvezetőjeként is ismerhetik a TV nézők.
Színészként a Szép Ernő Színház, a Spirit Színház, a Debreceni Független Színház, a Fészek Művészklub, a Cervinus Teátrum, valamint a Csokonai Nemzeti Színház előadásaiban láthatta őt a közönség. 2019 óta foglalkozik zenés drámatáborok vezetésével, valamint általános iskolában drámatanárként is dolgozik. Saját színjátszó stúdióját 2020-ban alapította Varázsvilág Diákszínpad néven, ahol gyermekszínjátszó csoportokat vezet. 2021-2024 között az egri Gárdonyi Géza Színház tagja volt.

## Színházi szerepei

### Gárdonyi Géza Színház
| Előadás                                                       | Szerep                    | Rendező          | Év   |
| ------------------------------------------------------------- | ------------------------- | ---------------- | ---- |
| Thornton Wilder: A házasságszerző (Hello Dolly!)              | Barnaby Tucker            | Blaskó Balázs    | 2023 |
| Eisemann Mihály – Baróti Géza – Dalos László: Bástyasétány 77 | Bakos Ödön, régész        | Bal József       | 2023 |
| Charles Perrault: Csizmás kandúr                              | Csizmás Kandúr            | Baráth Zoltán    | 2024 |
| Dés László – Geszti Péter – Békés Pál: A dzsungel könyve      | Majomkirály, Vérfarkas    | Bal József       | 2024 |
| Békeffi István – Stella Adorján: Janika                       | Boy                       | Frigyesi András  | 2023 |
| A XXI. század költője (Petőfi 200)                            | Petőfi Sándor             | Fehér István     | 2023 |
| Romhányi József–Nepp József: Dr. Bubó                         | Márton, a szamár          | Fehér István     | 2023 |
| Gárdonyi Géza: Isten rabjai                                   | II. Ottokár, cseh király  | Moravetz Levente | 2022 |
| Szőke Andrea: Cilindercirkusz                                 | Költöztető, Rendőr, Orvos | Baráth Zoltán    | 2022 |
| Grimm testvérek: Rigócsőr királyfi                            | Karakán Herceg            | Baráth Zoltán    | 2021 |
| Szívedbe rejtesz (monodráma József Attila életéről)           | József Attila             | Szőke Olivér     | 2022 |
| Csiky Gergely: Nagymama                                       | Pincér                    | Blaskó Balázs    | 2021 |
| Benedek Elek: Kolontos Palkó                                  | Kolontos Palkó            | Baráth Zoltán    | 2021 |
| Grimm testvérek: Széttáncolt cipellők                         | Rubato                    | Baráth Zoltán    | 2022 |
| Ray Cooney: Páratlan Páros                                    | Fényképész                | Kiss József      | 2017 |

### Csokonai Nemzeti Színház
| Előadás                                                        | Szerep   | Rendező       | Év   |
| -------------------------------------------------------------- | -------- | ------------- | ---- |
| Dés László – Geszti Péter – Grecsó Krisztián: A Pál utcai fiúk | Áts Feri | Keszég László | 2019 |

### Cervinus Teátrum
| Előadás                                                      | Szerep | Rendező      | Év   |
| ------------------------------------------------------------ | ------ | ------------ | ---- |
| Gulyás Levente – Belinszki Zoltán – Varga Viktor: Holle Anyó | Jakub  | Varga Viktor | 2019 |

### Spirit Színház
| Előadás                          | Szerep      | Rendező       | Év   |
| -------------------------------- | ----------- | ------------- | ---- |
| Tom Lycos – Stefo Nantsou: Kövek | Yahoo/Russo | Czeizel Gábor | 2019 |
| Szőke Olivér: A Plafonon túl     | Fiúcska     | Szőke Olivér  | 2019 |

### Debreceni Független Színház
/vendégelőadások a Gárdonyi Géza Színházban, a Szatmárnémeti Északi Színházban és a Mezőkeresztesi Sportcsarnokban/
| Előadás                                                            | Szerep      | Rendező        | Év   |
| ------------------------------------------------------------------ | ----------- | -------------- | ---- |
| Móricz Zsigmond – Kocsák Tibor – Miklós Tibor: Légy jó mindhalálig | Török János | Pinczés István | 2019 |

### Gózon Gyula Kamaraszínház
| Előadás                          | Szerep                                       | Rendező          | Év   |
| -------------------------------- | -------------------------------------------- | ---------------- | ---- |
| Astrid Lindgren: Harisnyás Pippi | Adolf, Betörő, Postás, Rendőr, Hajóskapitány | Laborfalvi Mária | 2019 |

### Szép Ernő Színház
| Előadás                                                            | Szerep       | Rendező        | Év   |
| ------------------------------------------------------------------ | ------------ | -------------- | ---- |
| Rejtő Jenő: Vesztegzár a Grand Hotelben                            | Félix        | Szinovál Gyula | 2021 |
| Móricz Zsigmond – Kocsák Tibor – Miklós Tibor: Légy jó mindhalálig | Török János  | Szinovál Gyula | 2017 |
| Machiavelli: Mandragóra                                            | Ligurio      | Szinovál Gyula | 2017 |
| Fazekas Mihály: Lúdas Matyi                                        | Matyi        | Szinovál Gyula | 2017 |
| Baranyi Ferenc: A Lónak vélt menyasszony                           | Gergely Deák | Szinovál Gyula | 2017 |
| Alexandre Dumas: A három testőr                                    | Winter Lord  | Szinovál Gyula | 2017 |
| Szigligeti Ede: Liliomfi                                           | Liliomfi     | Szinovál Gyula | 2017 |
| Charles Perrault: Csizmás Kandúr                                   | Hans         | Szinovál Gyula | 2018 |
| Magyar népmese: Csupaháj, Nyakigláb és Málészáj                    | Nyakigláb    | Szinovál Gyula | 2019 |

### Gór Nagy Mária Színitanoda
/vizsgaelőadások a Thália Színházban és a Turay Ida Színházban/
| Előadás                    | Szerep      | Rendező            | Év   |
| -------------------------- | ----------- | ------------------ | ---- |
| Petőfi Sándor: János Vitéz | János Vitéz | Kovács Gábor Dénes | 2016 |
| Henrik Ibsen: Peer Gynt    | Peer Gynt   | Csiszár Imre       | 2017 |
| Spiró György: Csirkefej    | Srác        | Csiszár Imre       | 2018 |
| Harold Pinter: Étellift    | Ben         | Csiszár Imre       | 2019 |

### Fészek Művészklub
| Előadás                                  | Szerep    | Rendező      | Év   |
| ---------------------------------------- | --------- | ------------ | ---- |
| Találkozások Ady Endrével – irodalmi est | Ady Endre | Szőke Olivér | 2017 |

### Holle Anyó Gyermekszínház
| Előadás                                | Szerep     | Rendező          | Év   |
| -------------------------------------- | ---------- | ---------------- | ---- |
| Jacob Grimm: Hófehérke                 | Herceg     | Laborfalvi Mária | 2017 |
| Lewis Carroll: Alíz Csodaországban     | Fehér Nyúl | Laborfalvi Mária | 2017 |
| Hans Christian Andersen: A hókirálynő  | Kay        | Laborfalvi Mária | 2017 |
| Székely népmese: A székely menyecske   | Ördög      | Laborfalvi Mária | 2017 |
| Illyés Gyula: A mindentlátó királylány | Miska      | Laborfalvi Mária | 2017 |
| Wilhelm Hauff: A kis Mukk              | Kis Mukk   | Laborfalvi Mária | 2017 |

## Filmek, sorozatok
- Holnap Tali! – Dani r.: Szente Vajk, Derék Bence, Kovács Ádám (2018)
- A Tanár – Máté r.: Kovács Dániel Richárd (2018)
- - Holnap tali – A premier – Dani r.: Radnai Márk (2018)

## Műsorvezetőként
2018 szeptemberétől az M2 Petőfi TV Én vagyok itt című zenés magazinműsorának műsorvezetője Rókusfalvy Lili, Lola, Forró Bence, Csitáry Gergely, Fodor Imre, Koltay Anna és Réti Nóra mellett.

## Zenészként

### Zoom
A pop-rock zenét játszó Zoom zenekarnak 2012 és 2014 között volt tagja gitárosként, vokálosként, de két dalban énekesként működött közre (Paranoia, Vámpír). Tagsága alatt a Republic és a Hooligans zenekarokkal turnéztak együtt, valamint megjelent egy lemezük „Pont ott” címmel.

### Kefalonia
A Kefalonia zenekar egy 2015-ben alakult pszichedelikus rock együttes. Egy éves fennállásuk alatt megjelent egy kislemezük „Multicolour Shadows“ címmel, mely 5 számot tartalmazott, s melynek producere az Ivan and the Parazol billentyűse, Beke István volt. Egy videóklipjük is napvilágot látott Lady Universe c. dalukhoz, mely szerzemény a Petőfi Rádióban debütált. Gyakori vendégek voltak budapesti szórakozóhelyeken, utolsó koncertjüket a Kuplung nevű klubban adták a Meteo együttessel.

### The Psychocean
A powerpop/pop punk/punk rock műfajában utazó zenekar 2017 októberében alakult, s rögtön ebben a hónapban megnyerték a Petőfi Rádió Saját zenéd c. versenyét „Running with the Devil“ c. dalukkal. Első videóklipjüket „Madame Heroin” c. dalukhoz forgatták a The Hype csapatának közreműködésével. Első EP-jük a A Plafonon túl címmel jelent meg, mely 6 számot tartalmazott. Utolsó koncertjüket az A38 Hajón adták 2018 májusában.